# Darkstalkers: The Night Warriors
Darkstalkers: The Night Warriors, i Japan känt som Vampire: The Night Warriors (ヴァンパイア The Night Warriors Vanpaia Za Naito Wōriāzu?), är det första spelet i Darkstalkersserien, och utvecklades och utgavs av Capcom 1994, ursprungligen till arkadmaskinen CPS II. Spelet porterades till Playstation av Psygnosis 1996.
Spelfigurerna är mumien Anakaris, bushidoanden Bishamon, vampyren Demitri Maximoff, kattkvinnan Felicia, roboten Huitzil (halvboss), Jon Talbain, zombien Lord Raptor och succuban Morrigan Aensland, Pyron (boss), havsmannen Rikuo, bigfoot-djuret Sasquatch samt monstret Victor von Gerdenheim.

### Fotnoter
1. ↑  ”Darkstalkers: The Night Warriors” (på engelska). Giant Bomb. http://www.giantbomb.com/darkstalkers-the-night-warriors/3030-16793/characters/. Läst 13 maj 2014.